# Minerações Brasileiras Reunidas
A Minerações Brasileiras Reunidas (MBR) é uma empresa brasileira de mineração pertencente à Vale, que detém 98,3% da empresa.

## História
A Caemi fundou a MBR em parceria com a M.A. Hanna Company em 1965. Desde 1971, a MBR era o segundo maior produtor de minério de ferro do Brasil, extraindo em 2005 mais de 50 milhões de toneladas de minério de ferro ou cerca de 25% da produção brasileira. 
Até a Vale adquirir 100% do capital da Caemi em 2006, a MBR era propriedade de duas empresas: Caemi e EBM (Empreendimentos Brasileiros de Mineração SA). A Caemi tinha 49% de participação na MBR enquanto a EBM detinha os outros 51% da empresa. A Caemi também detinha 70,1% da EBM, fato que eleva a participação total da Caemi na MBR para 84,75%. 
A EBM tinha outros dois investidores além da Caemi:
- A Vale detinha 9,9% da EBM desde 2001, participação que foi adquirida da Bethlehem Steel.[5]
- Os investidores japoneses detinham os 20% restantes da EBM e neste grupo estavam incluídas as seguintes empresas: Mitsui, Nisshin Steel, Nippon Steel, Mitsubishi Corporation, JFE Steel, Itochu, Sumitomo Group, Marubeni e Kobe Steel.[5]

#### Aquisição pela Vale
Após a Vale comprar 100% da Caemi, a participação da Vale na MBR atingiu 89,8%, isso porque a Vale passou a ser dona da participação de 84,75% da Caemi na MBR e a Vale já detinha indiretamente 5,05% da MBR através de sua participação de 9,9% na EBM.
Isso significava que a Vale só precisava adquirir os 20% restantes da EBM das mãos dos investidores japoneses para se tornar dona de 100% da MBR. Esse objetivo foi alcançado em maio de 2007, quando a Vale comprou por US$ 231 milhões 6,25% da EBM de investidores japoneses e, simultaneamente, arrendou os 13,75% restantes do grupo japonês em troca de um pagamento inicial de US$ 60,5 milhões e uma taxa anual de US$ 48,1 milhões para o próximo 30 anos. 
A Vale detém 100% da MBR, a qual tornou-se sua subsidiária, após a incorporação da Caemi.
Em 30 de julho de 2015, a Vale vendeu 36,4% das ações da MBR para o fundo ligado ao Bradesco BBI por R$ 4 bilhões.
Em 20 de dezembro de 2019, a Vale resgatou 98,3% das ações da MBR que eram detidas pelo Bradesco BBI por R$ 3,3 bilhões.